# Kupres
Kupres (serbokroatisch-kyrillisch Купрес) ist eine Großgemeinde (Općina) mit knapp 6.000 Einwohnern in Bosnien und Herzegowina. Die mehrheitlich von Kroaten bevölkerte Gemeinde liegt in der nordwestlichen Herzegowina und gehört zum Kanton 10 der Föderation. Hauptort der Gemeinde ist die Stadt Kupres.
Aufgrund des Bosnienkrieges (1992–1995) bildete sich daneben aus drei Ortsteilen der vormaligen Einheitsgemeinde die Gemeinde Kupres (RS) auf dem Gebiet der Republika Srpska.

## Lage
Die Stadt liegt im Tal Kupreško polje in einer Höhe von 1135 m über NN. Das Tal ist allseitig von Bergen umfasst. Der höchste Gipfel der Umgebung ist der Malovan mit 1828 m Höhe; der niedrigste der Mosor mit 1371 m. Innerhalb der Verbandsgemeinde Kupres befinden sich mehr als 20 Seen. Der Kukavičko jezero ist mit einer Fläche von 3,75 km² der größte davon. Weitere Seen sind der Turjača mit 2,5 km² und der Rastičevo mit 1,9 km².

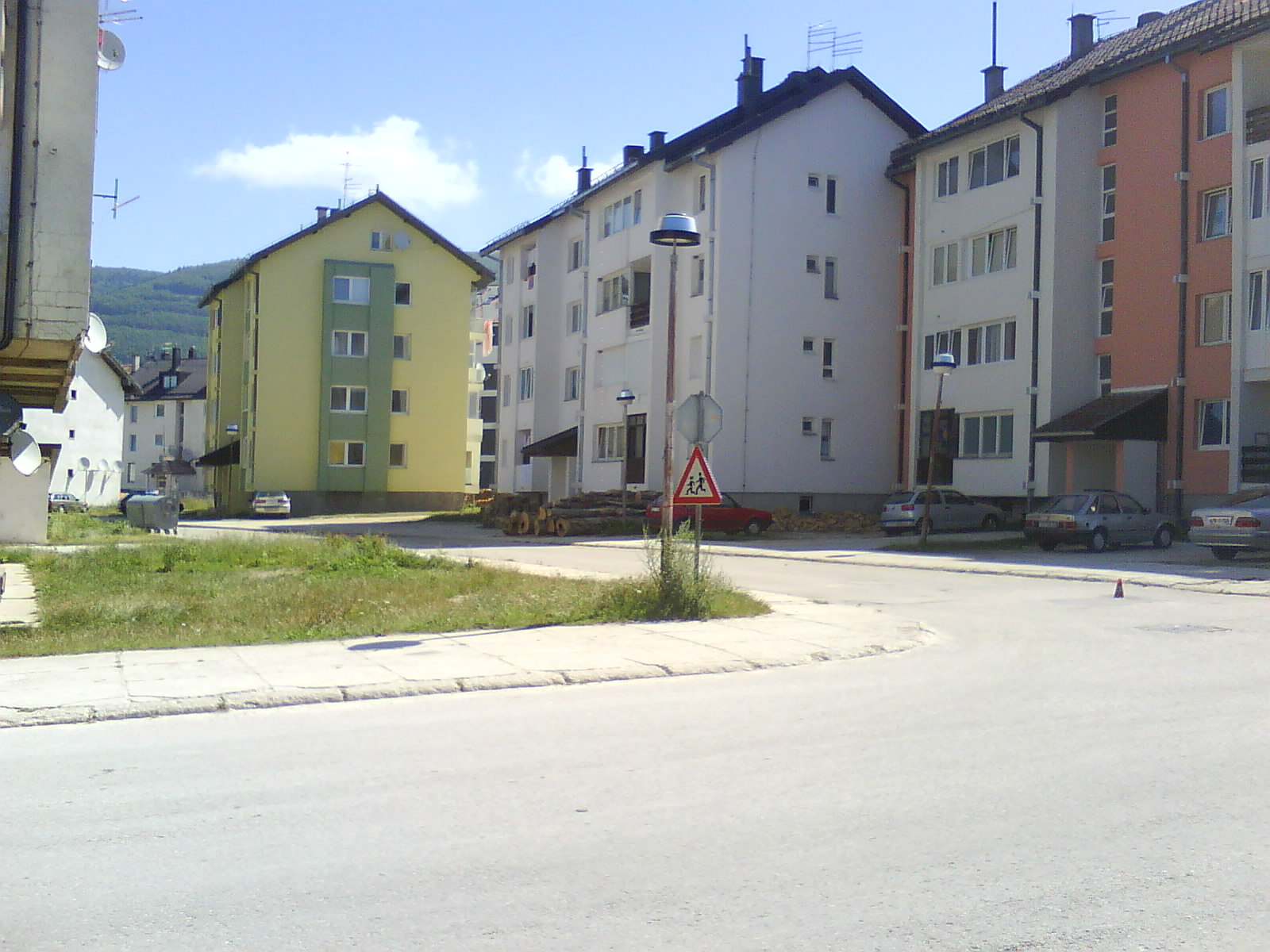
Zentrum von Kupres

Kupreško polje ist ein großes, verkarstetes Tal und erstreckt sich von Livanjsko und Glamočko polje im Süden bis zum Duvanjsko polje im Norden. Das Tal ist etwa 24 km lang und ungefähr 10 km breit; seine Längsrichtung verläuft von Nordwesten nach Südosten. Insgesamt dehnt es sich über eine Fläche von 93 km² aus.
Militärisch liegt die Stadt an einer strategisch wichtigen Stelle. Der Tunnel Kupreška vrata gilt als Tor zur westlichen Herzegowina. Der Pass ermöglicht das Eindringen in die Ebene, und damit die Kontrolle über das umliegende Gebiet.

## Ortsgemeinschaften
Folgende Ortsgemeinschaften gehören zur Gemeinde: Barjamovci, Begovo Selo, Bili Potok, Blagaj, Botun, Brda, Bucovaca, Donje Ravno, Donje Vukovsko, Donji Malovan, Goravci, Gornje Ravno, Gornje Vukovsko, Gornji Malovan, Gusići, Kudilji, Kukavice, Kute, Mlakva, Mrdjebare, Musić, Novo Selo, Odzak, Olovo, Osmanlije, Otinovci, Rastičevo, Rilic, Strazbenica, Suhova, Šemenovci, Vile, Vrila, Zanaglina, Zlosela und Zvirnjača.

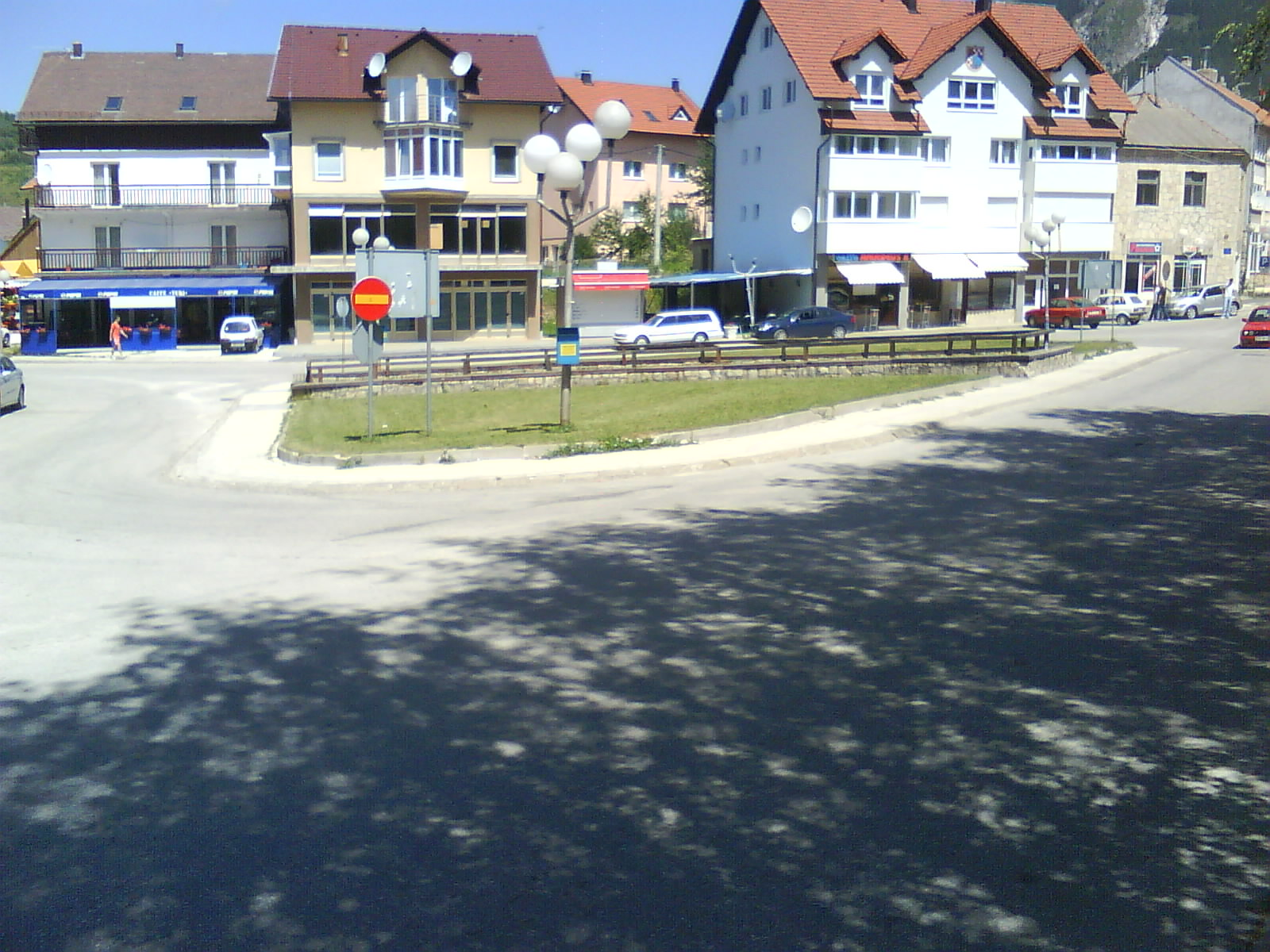
Hauptplatz von Kupres

## Geschichte
Erste Siedlungsspuren stammen aus dem 3. Jahrtausend v. Chr.
9 v. Chr. eroberten die Römer das Gebiet um Kupres. Über die 1.200 m hoch gelegene Ebene führte ein bedeutender römischer Verkehrsweg, der Dalmatien mit Pannonien verband. Von der römischen Präsenz in Kupres zeugen zahlreiche römische Baudenkmäler und Grabsteine. Im Dorf Otinovci finden sich die Ruinen einer frühchristlichen Basilika.
Vom 7. Jahrhundert bis 1326 trug Kupres als Teil des Königreiches Kroatien-Dalmatien den Namen Vrhovine. 1326 schloss der bosnische Ban Stjepan II. Kotromanić Kupres an Bosnien an und nannte die Region Završje.
1476 fiel die Stadt für drei Jahrhunderte an das Osmanische Reich. Der Einmarsch der österreichisch-ungarischen Truppen 1878 setzte der osmanischen Herrschaft ein Ende.
Mit dem Ausbruch des Zweiten Weltkrieges und der Eroberung des Königreiches Jugoslawien fiel Kupres unter italienische Besatzung. Im Kriegsverlauf war die Stadt mehrfach hart umkämpft und wurde stark zerstört.
Nach dem Zweiten Weltkrieg wurde Kupres wieder aufgebaut, wobei vor allem der Wintertourismus zu einem bedeutenden Wirtschaftszweig wurde.
Von 1992 bis 1995 herrschte auch in Kupres der Bosnienkrieg. Die Stadt wurde stark zerstört.
Am 30. Juli 2017 brach die Stadt Kupres einen Weltrekord, indem sie 2325 Menschen mit dem Namen „Ivan“ am städtischen Stadion versammelte und somit ins Guinness-Buch der Rekorde eingetragen wurde.

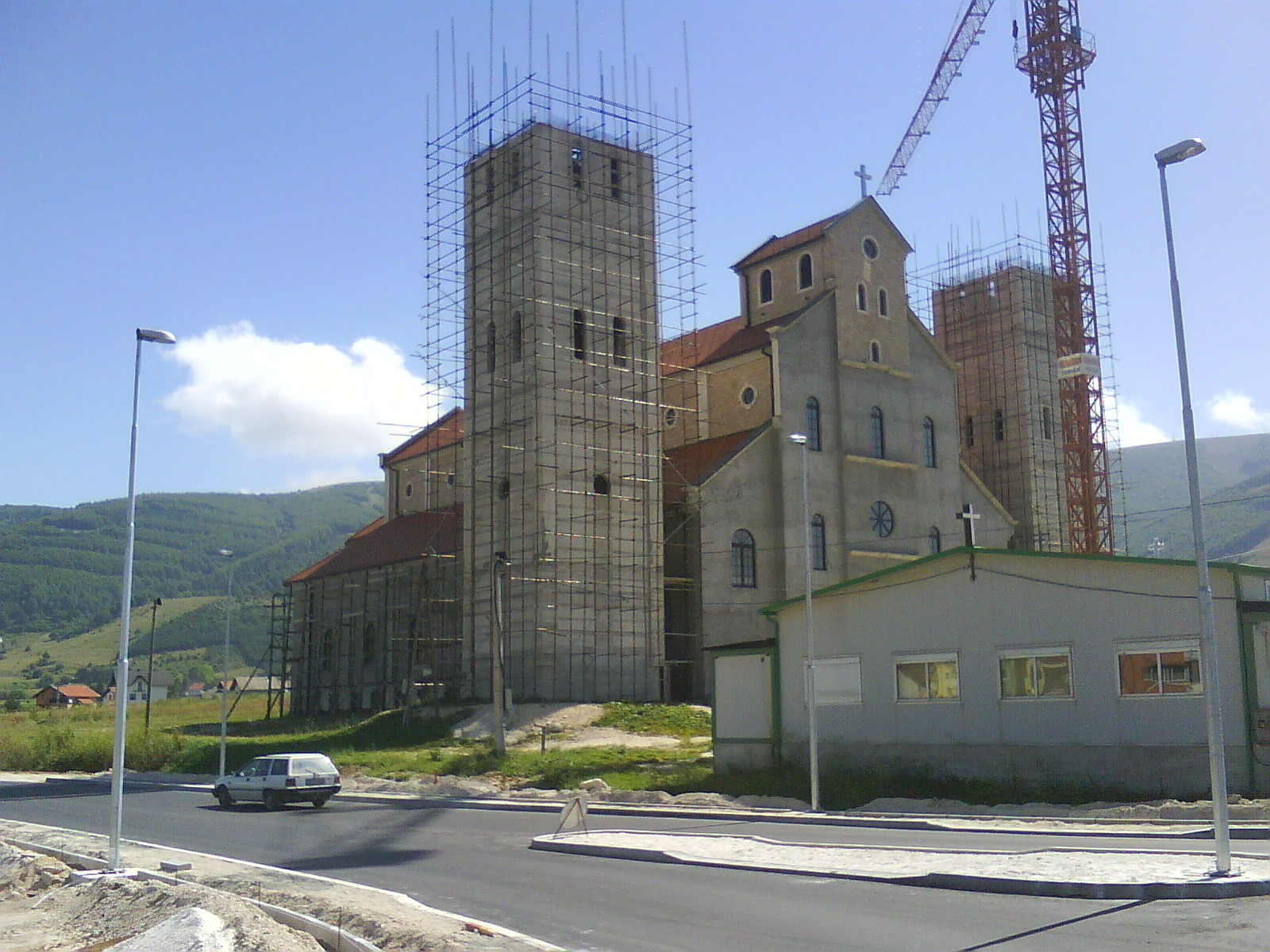
In Bau befindliche Römisch-katholische Heilige-Familie-Kirche in Kupres (2009)

## Bevölkerung
Die Bevölkerungsmehrheit in Kupres bildeten vor dem Krieg die Serben. Kroaten waren die zweitgrößte Bevölkerungsgruppe, wohingegen die Bosniaken nur eine kleine Minderheit in Kupres darstellten. Heute (2023) wird Kupres fast ausschließlich von Kroaten bewohnt.

## UNESCO-Kulturerbe
Jeden Juli findet in Kupres ein Wettbewerb im Mähen mit der Sense statt. Es ist gemäß UNESCO das wichtigste soziale Ereignis des Jahres, bei dem sich die Bevölkerung, in Trachten gekleidet, trifft. 2020 wurde das Wettmähen von Kupres von der UNESCO in die Repräsentative Liste des immateriellen Kulturerbes der Menschheit aufgenommen.

## Wirtschaft
Der größte Arbeitgeber des Kantons 10 ŠGD Hercegbosanske šume d.o.o. Kupres mit 869 Mitarbeitern (Stand 2022) hat seinen Hauptsitz in Kupres. Der staatliche Forstwirtschaftsbetrieb ist für die Bewirtschaftung der Waldflächen im Kanton 10 zuständig.

## Sport
- Das Skigebiet in Kupres erstreckt sich auf einer Höhe von 1200 bis 1550 m über dem Meeresspiegel und verfügt über vier Skipisten mit einer Gesamtlänge von 13 km. Es gibt zwei Skilifte und zwei Sessellifte (eine Doppelsesselbahn und eine kuppelbarer Vierersesselbahn) sowie einen Babylift mit einer Gesamtkapazität von 5000 Personen pro Stunde. Während des Bosnienkrieges wurde das Skigebiet (vor allem das Hotel) beschädigt, aber danach durch den Kauf gebrauchter Anlagen ergänzt und wieder eröffnet.
- Die kuppelbare Vierersesselbahn stammt aus Flumserberg/Schweiz und wurde dort 1986 von der französischen Firma Poma gebaut; es war die erste, moderne, kuppelbare Vierersesselbahn der Schweiz. Sie wurde dort 2006 durch eine Achtersesselbahn ersetzt, sie war wieder die erste in der Schweiz, und wurde ebenfalls später in Kupres aufgestellt.[6]
- Die Doppelsesselbahn ist auch eine gebrauchte Anlage. Dieser Lift der Firma Doppelmayr stammt ursprünglich aus Bichlbach/Österreich und war dort seit dem Jahr 1977 in Betrieb. Der Lift wurde durch eine neue Anlage ersetzt, wurde im August 2007 demontiert und in Kupres wieder aufgestellt.[7]
- Aero Klub Kupres

## Persönlichkeiten
- Stanko Svitlica (* 1976), serbischer Fußballspieler
- Slobodan Milišić (* 1966), serbischer Fußballspieler